# Resolució 205 del Consell de Seguretat de les Nacions Unides
La Resolució 205 del Consell de Seguretat de les Nacions Unides, aprovada el 22 de maig de 1965 en vista d'un conflicte en la República Dominicana que potencialment podia empitjorar, el Consell va sol·licitar que la suspensió temporal d'hostilitats a Santo Domingo sol·licitada en la resolució 203 es transformessin en un alto el foc permanent i va convidar al Secretari General a lliurar un informe al Consell sobre la implementació de la resolució
La resolució va ser aprovada amb 10 vots a favor i cap en contra; Estats Units es va abstenir.
Dies després de l'aprovació de la resolució, un cessament d'hostilitats de facto va tenir lloc a Santo Domingo.